# Andreas Peter Bernstorff
Andreas Peter Bernstorff, född 28 augusti 1735 i Hannover, död 21 juni 1797, var en dansk statsman. Han var brorson till Johan Hartvig Ernst Bernstorff och far till Christian Bernstorff.
Bernstorff utbildades vid tyska universitet (studerade nationalekonomi i Göttingen) och sedan på utrikesresor, bland annat i England. 1759 trädde han i dansk tjänst och fick tidigt viktiga platser i generaltullkammaren (1768 till och med som förste deputerad) och räntekammaren. Han upphöjdes 1767 till greve och 1769 till geheimeråd, men avskedades 1770. Efter Struensees fall kom han tillbaka november 1772, blev i maj 1773 utrikesminister och december samma år tillika president för tyska kansliet. Han avslutade 1773 formellt landbytet med Ryssland, varom farbrodern 1767 ingått avtal, och knöt även förbund med denna makt emot Sverige, vars gottorpska kungahus var fientligt mot Danmark.
Under nordamerikanska frihetskriget strävade Bernstorff efter att betrygga de neutrala staternas fria sjöfart, men ville samtidigt vidmakthålla ett gott förhållande till England och föreslog i detta syfte kejsarinnan Katarina II 1778 ett förbund, men utan framgång. Då kejsarinnan 1780 upptog samma tanke, men i en annan form, som ett väpnat neutralitetsförbund, närmast riktat mot England, var Bernstorff visserligen villig att gå med på det, men slöt omedelbart dessförinnan (juli 1780) ett särskilt avtal med England för att få löst en av de mest omstridda folkrättsliga tvistefrågorna: om krigskontraband. Kejsarinnan förbittrades över detta skenbart tvetydiga beteende och framtvingade i november samma år Bernstorffs avlägsnande. Senare trädde Bernstorff i hemlig förbindelse med den unge kronprinsen, och då denne i april 1784 hade ryckt till sig makten, blev Bernstorff kallad tillbaka till sina forna ämbeten.
Till sin död utövade Bernstorff ett ledande inflytande på statens styrelse och följde en medelväg mellan Struensees reformlust och Guldbergs strängt konservativa hållning. Han understödde Reventlow och Colbjørnsen i deras landboreformer och förberedde det motsvarande upphävandet av livegenskapen i Holstein och Sydslesvig (fullbordat 1804); han värnade om tryckfriheten och genomförde 1797 en tulltariff, vars frisinne kunde vara en föresyn för hans samtid; tog det första steget till judarnas emancipation och fick 1792 förbud mot slavhandel (från och med 1803) utfärdat. År 1788 blev president i Videnskabernes Selskab och 1793 utländsk ledamot av Vitterhetsakademien.
Störst betydelse hade likväl Bernstorff genom sin utrikesstyrelse. Visserligen var han till följd av förbundet 1773 tvungen att 1788 lämna Ryssland hjälp mot Sverige, men han gjorde endast vad som var absolut nödvändigt och drog sig snart tillbaka för Englands och Preussens hotelser. Efter Gustav III:s död närmade sig Bernstorff Sverige och ingick 1794 ett särskilt neutralitetsförbund med detta land. Med stor bestämdhet hävdade han Danmarks rätt att förbli neutralt under det stora kriget mot den franska republiken, fastän han ingalunda gillade revolutionens våldsamheter, och han försvarade gentemot England sin princip, "fritt skepp gör fri last", i diplomatiska skrivelser. Samtidigt undvek han omsorgsfullt all anledning till strid med England, särskilt i fråga om konvojering.